# Bessho Nagaharu
Bessho Nagaharu est un nom japonais traditionnel ; le nom de famille (ou le nom d'école), Bessho, précède donc le prénom (ou le nom d'artiste).
Bessho Nagaharu (別所 長治, 1558-2 février 1580) est un daimyo de l'époque Sengoku, fils ainé de Bessho Yasuharu.
En 1578, Oda Nobunaga appelle ses obligés à attaquer le clan Mōri. Nagaharu est prêt à prendre la tête des troupes d'Oda, mais après avoir appris que le général Hashiba Hideyoshi, de basse extraction et qu'il ne respecte pas, est allié avec la faction Oda, il se révolte et fait à la place alliance avec Hatano Hideharu de la province de Tamba.
Sur ordre de Nobunaga, Nagaharu est alors assiégé par les troupes de Hideyoshi. Nagaharu s'installe au château de Miki, ce qui signale le début du siège de Miki. Le siège ne se déroule cependant pas favorablement pour Hideyoshi et à la suite d'une rébellion d'Araki Murashige et avec l'aide du clan Mōri, Nagaharu repousse avec succès les forces d'Oda. Mais Hideyoshi revient et, cette fois, au lieu de lancer une attaque directe, il installe de multiples sièges contre de petits châteaux comme ceux de Kamiyoshi et de Sigata afin de couper le soutien des Mōri. Cette tactique conduit à un épuisement rapide de la nourriture et, en 1580, sans espoir d'autres renforts en provenance du clan Mōri, Nagaharu commet seppuku en échange de la vie de ses soldats du château de Miki.

## Source de la traduction
- (en) Cet article est partiellement ou en totalité issu de l’article de Wikipédia en anglais intitulé « Bessho Nagaharu » (voir la liste des auteurs).